# Anna Ochal
Anna Elżbieta Ochal – polska matematyk, doktor habilitowana nauk matematycznych. Specjalizuje się w równaniach różnicowych, teorii sterowania, metodach numerycznych oraz modelowaniu matematycznym. Adiunkt Katedry Teorii Optymalizacji i Sterowania Wydziału Matematyki i Informatyki Uniwersytetu Jagiellońskiego.

## Życiorys
Studia z matematyki (1993) oraz informatyki (1994) ukończyła na Uniwersytecie Jagiellońskim, gdzie następnie została zatrudniona i zdobywała kolejne awanse akademickie. Stopień doktorski uzyskała w 2001 na podstawie pracy pt. Optimal Control Problems for Evolution Hemivariational Inequalities of Second Order, przygotowanej pod kierunkiem prof. Stanisława Migórskiego. Habilitowała się w 2013 na podstawie oceny dorobku naukowego i rozprawy pt. Nierówności hemiwariacyjne i ich zastosowania w zagadnieniach kontaktowych mechaniki.
Swoje prace publikowała w takich czasopismach jak m.in. „Journal of Elasticity”, „Applied Mathematics and Optimization” „Journal of Coupled Systems and Multiscale Dynamics”, „Nonlinear Analysis Real World Applications", „Mathematische Nachrichten" oraz „Journal of Mathematical Analysis and Applications”.